# Vaulion
Vaulion es una comuna suiza del cantón de Vaud, situada en el distrito de Jura-Nord vaudois.

## Geografía
Vaulion se sitúa al noreste y cerca del lago de Joux. El río Nozon nace en esta comuna y la atraviesa de suroeste a noreste. 
Al oeste de la localidad se encuentra el pico de montaña denominado Dent de Vaulion

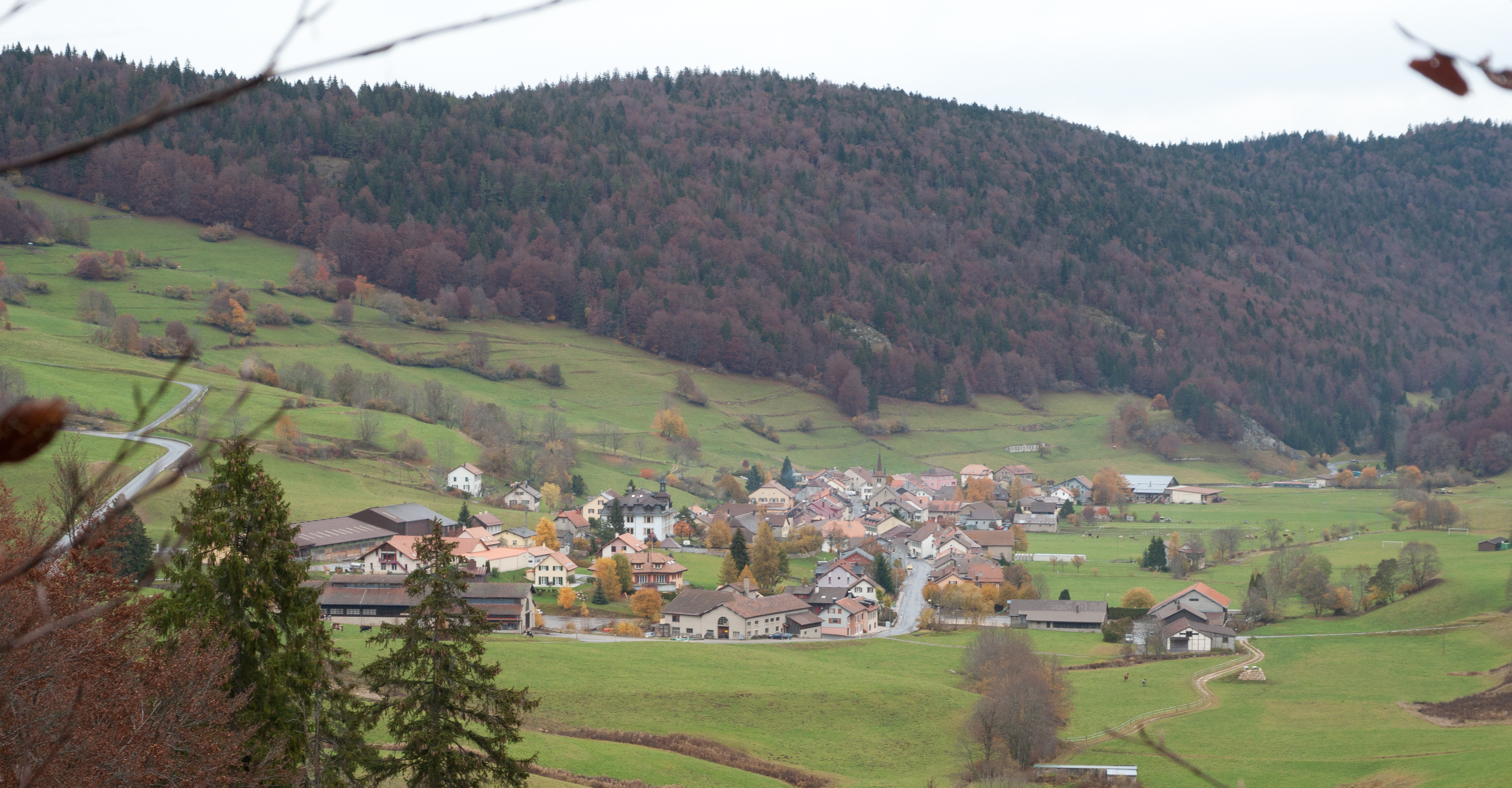
Perspectiva de Vaulion

## Transportes
Vaulion no tiene estación de tren. Está conectada mediante la línea de autobús 683 a través de una carretera comarcal con las vecinas Romainmôtier y Croy que cuentan con estación de ferrocarril. Dicha carretera comarcal también conecta con la carretera n.º 9 que se dirige a Lausana.